# Kamišimo
Kamišimo (japonsky: 裃, případně 上下; česky: hořejšek a dolejšek

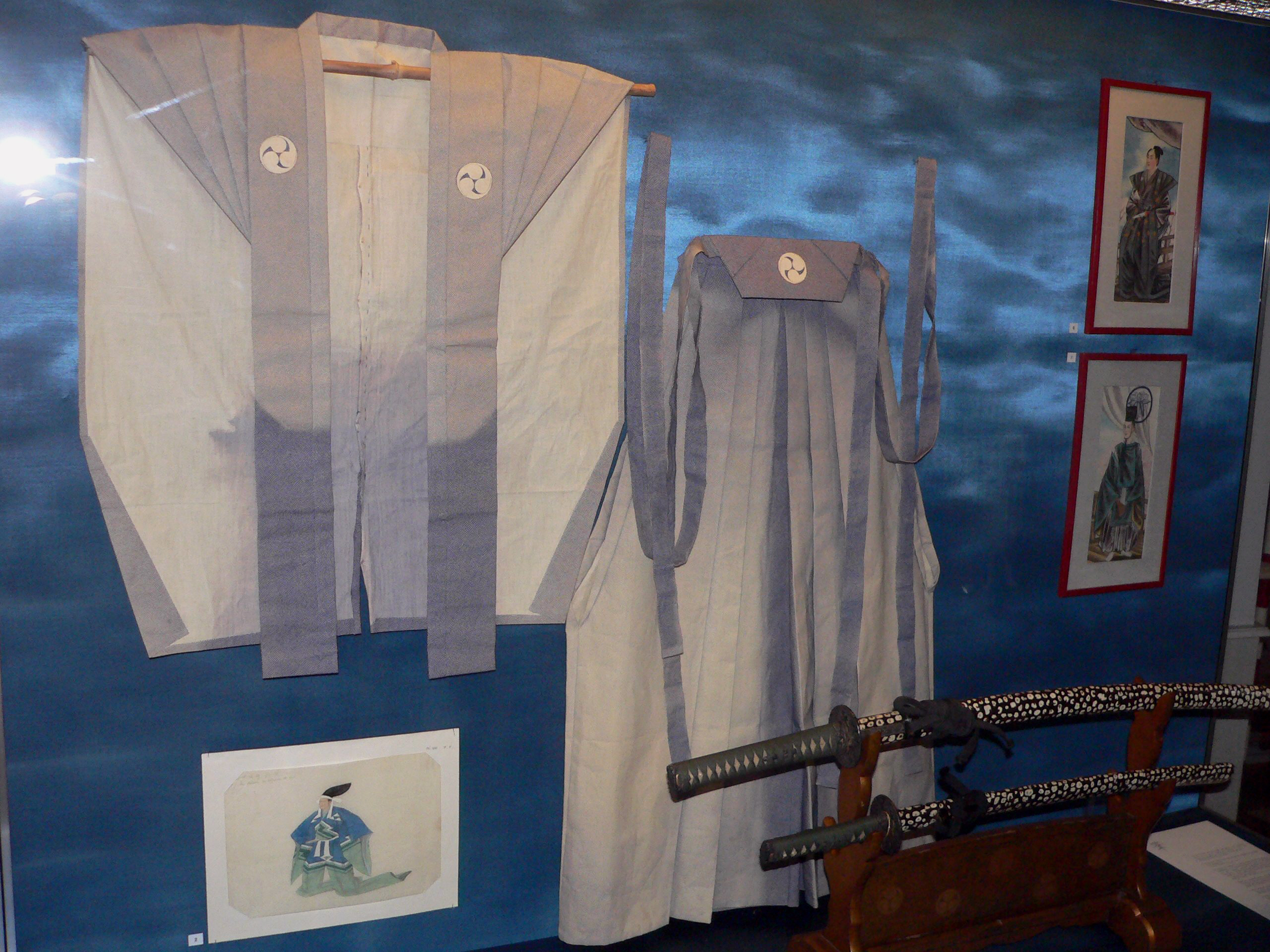
Kataginu a hakama

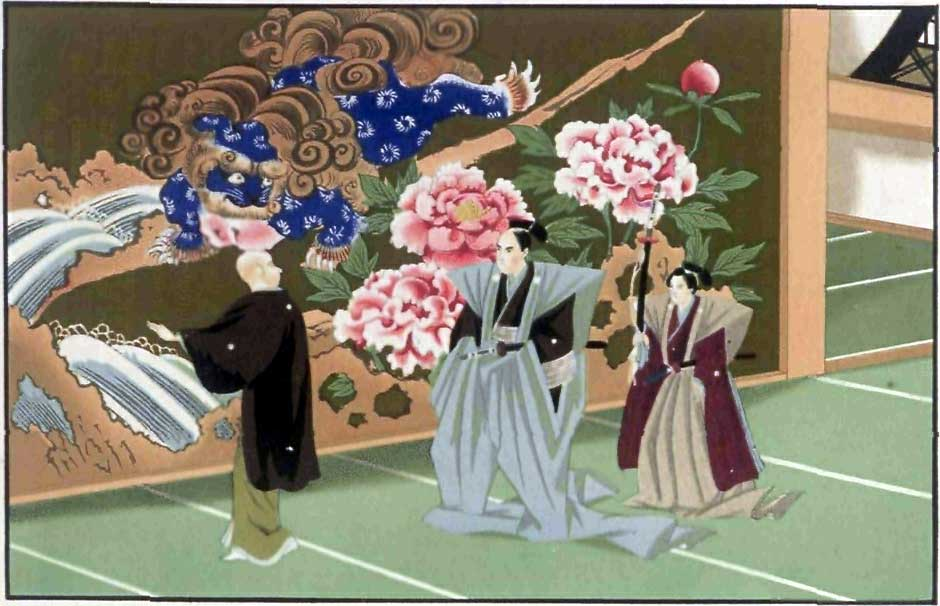
Daimjó kráčející ve svém nagakamišimo

) byl během období Edo (1603-1868) oděv samuraje pro formální příležitosti a pro dobu, kdy se nacházel na šógunově nebo knížecím dvoře. Skládal se ze sukňovitých kalhot hakama (袴) a pláště kataginu (肩衣) bez rukávů s širokými křídlovitými rameny. Pod kamišimo se oblékala kimona kosode (小袖), obvykle typu nošime. Plášť kataginu se vpředu vsunoval za pás kalhot a na jeho přednici byly rodové znaky. Samurajové nižších tříd nosili vždy kamišimo s kratšími kalhotami sahajícími ke kotníkům. Pro významnější samuraje bylo kamišimo s krátkými kalhotami jen všedním oblekem. Jako všední oděv se nosilo rovněž tzv. cugikamošimo (継裃), u něhož byly kataginu a hakama z rozdílné látky, ale jako formální oděv bylo zcela nepřípustné.

## Nagakamišimo
Formálním oděvem významných samurajů bylo kamišimo s velmi dlouhými kalhotami nagabakama nazývané nagakamišimo (長裃, dlouhé kamišimo). V tomto případě dlouhé nohavice vedly pod chodidly samuraje a za ním tvořily jakousi vlečku. Chůze v tak nepraktickém oděvu vyžadovala velký cvik a pozornost, protože samuraj musel opatrně našlapovat na látku vlastních kalhot. Zároveň musel lehce nadzdvihávat látku nohavic střídavě levou a pravou rukou, aby jednotlivé kroky vůbec mohl učinit. Obzvláště náročná byla změna směru chůze.
Důvodem pro povinné nošení takto omezujícího oděvu v přítomnosti šóguna a knížat byl zřejmě strach z možného náhlého útoku nebo atentátu, který se takto stal zhola nemožným. 